# Santo Tomé y Príncipe en los Juegos Olímpicos de París 2024
Santo Tomé y Príncipe estuvo representado en los Juegos Olímpicos de París 2024 por tres deportistas, dos mujeres y un hombre, que compitieron en tres deportes.
Los portadores de la bandera en la ceremonia de apertura fueron el judoka Roldeney de Oliveira y la atleta Gorete Semedo. El equipo olímpico santotomense no obtuvo ninguna medalla en estos Juegos.